# NOLQ-3
NOLQ-3は、海上自衛隊の電波探知妨害装置。電子戦支援と電子攻撃の機能を兼ね備え、汎用護衛艦（DD）やヘリコプター搭載護衛艦（DDH）に搭載されている。メーカーは三菱電機。

## 概要
技術研究本部第4室は、昭和50年度より水上艦用電波探知妨害装置（水電妨、NOLQ-X）の開発に着手していた。これは対艦ミサイル防御（ASMD）に対応した次世代の電子戦装置と位置付けられており、昭和58年度に開発を完了した。しかし同機は受信装置だけでも5架構成と、護衛艦に装備するには非常に大掛かりなシステムであった。また10年におよぶ開発期間のために技術的に陳腐化した部分も多かったことから、そのまま装備化するのではなく、その技術的成果を採用することとなり、まずNOLR-8電波探知装置が「はまぎり」（60DD）より装備化されたのち、NOLQ-2電波探知妨害装置がこんごう型（63DDG）より装備化された。
60DDでは、日本電気製のNOLR-8電波探知装置とともに、富士通製のOLT-3B電波妨害装置が搭載されて連接されていた。このことから、03中防で建造される新型護衛艦（03DD; 後のむらさめ型）でも、当初は電波探知装置とOLT-3C改級の電波妨害装置を連接して搭載する予定であった。しかし海上幕僚監部技術部による製造指針策定作業の過程で、諸般の事情によって富士通が離脱してしまった。これに対し、NOLQ-2のメーカーである三菱電機からESM・ECM一体型の提案があり、結局はこれが採用されることになった。これによって開発されたのが本機である。
システム取りまとめを三菱電機、また受信部を日本電気が担当しており、基本的には、NOLQ-2の制御部・妨害部とNOLR-8の受信部とを統合したシステムとなっている。ワンマンコントロールによる自動運用を基本としており、対艦ミサイルに対処するため自動識別・自動妨害が可能となっている。特に新規技術もなく、NOLR-8およびNOLQ-2の反省事項を盛り込むことで大きな問題なく開発が進み、むらさめ型（03DD）より装備化され、たかなみ型（10DD）にも搭載されるなど、第2世代DDで標準的な装備となった。
その後、デジタル化など最新の信号処理技術を適用したNOLQ-3Dに発展し、これは平成19年度計画艦から装備化された。受信系については、指向性アンテナを従来の回転式から固定式に変更し、従来のチャネライズド受信機をデジタル化することで感度向上をはかるとともに、探知距離の延伸を実現している。またいずも型のNOLQ-3D-1では、方向探知の方式を従来の振幅比較方式に対して位相差方式に変更し、精度向上を図っている。あさひ型のNOLQ-3D-2では、更に妨害手法の追加やデジタル無線周波数メモリ (DRFM) の機能性能の向上、ECMアンテナのRCS低減などの改正が施されている。またOPY-1やOQQ-24などと同様、電子計算機とコンソールを国産のCOTS計算機であるOYX-1情報処理サブシステムに更新している。
もがみ型（30FFM）のNOLQ-3Eでは、同型に搭載されるOPY-2多機能レーダーのアクティブ・フェーズドアレイ・アンテナの上下にアンテナを配置するとともに、レーダー波帯無指向性探知アンテナと通信波帯方向探知アンテナについては複合通信空中線NORA-50に統合して装備する方式とした。また艦上装備式の電波妨害装置は省かれたが、Mk 36 SRBOCからチャフなどとともに投棄型電波妨害機（EJ弾）を投射することはできる。

## 搭載艦
- むらさめ型護衛艦（03〜09DD） - NOLQ-3
- たかなみ型護衛艦（10〜13DD） - NOLQ-3B
- ひゅうが型護衛艦（16/18DDH） - NOLQ-3C
- あきづき型護衛艦（19〜21DD） - NOLQ-3D
- いずも型護衛艦（22/24DDH） - NOLQ-3D-1
- あさひ型護衛艦（25/26DD） - NOLQ-3D-2
- もがみ型護衛艦（30FFM） - NOLQ-3E